# Bernard Grasset

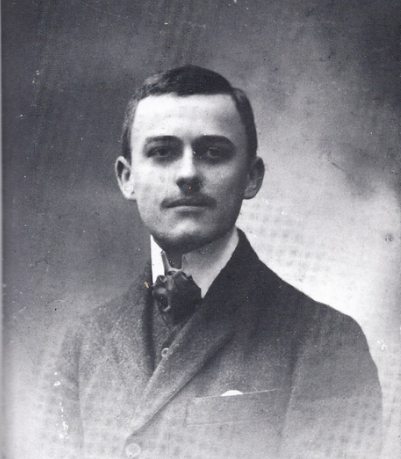
Bernard Grasset. 1905.

Bernard Grasset (Chambéry, 6 de marzo de 1881 – París, 20 de octubre de 1955) fue un editor francés.

## Biografía

### Primeros años
Hijo de Eugène Grasset, abogado en Chambéry pero originario de Montpellier, y de Marie Ubertin, hija de un funcionario del fisco, Bernard Grasset nació en 1881 en Chambéry y pasó parte de su juventud en esta ciudad de la región de Saboya. A la muerte de su padre en el 1896, fue llevado a Montpellier por su tío Joseph Grasset, profesor en la facultad de medicina. Allí, terminó sus estudios y obtuvo el título de Doctor en Ciencias Económicas.

### Incursión en la edición literaria
En 1905, Grasset se instaló en París, en la calle Gay-Lussac. Frecuentó entonces el Café Vachette, donde conoció a Jean Moréas, Émile Faguet y Jean Giraudoux.
En 1907, fundó Les Éditions Nouvelles. En tanto editor, sus primeros éxitos fueron la selección de pastiches À la manière de… de Paul Reboux y Charles Muller, Monsieur des Lourdines de Alphonse de Châteaubriant (Premio Goncourt 1911) y Filles de la pluie de André Savignon (Premio Goncourt 1912).
Se estableció en 61 rue des Saints-Pères, donde aún se encuentra ubicada Éditions Grasset.
En 1913, publicó a cargo del autor el primer libro de Marcel Proust, Por el camino de Swann.
A partir de 1920, lanzó las «cuatro M»: André Maurois, François Mauriac, Henry de Montherlant y Paul Morand.
En 1921, creó la colección Les Cahiers verts, cuyo primer éxito sería Maria Chapdelaine de Louis Hémon.
Numerosos autores se unen en esta época al catálogo de Éditions Grasset: Jean Cocteau, Raymond Radiguet, Blaise Cendrars, Pierre Drieu La Rochelle, Jean Guéhenno, Jean Giono, Philippe Soupault, Joseph Delteil, Charles Ferdinand Ramuz y André Malraux, entre otros.

### La Segunda Guerra Mundial
Como todos los editores franceses de la época, Grasset “colaboró” en mayor o en menor medida con los ocupantes alemanes, bajo pena de prohibición de tal o cual título, o de privación de papel[cita requerida].
Amigo y editor del escritor alemán Friedrich Sieburg, publicó su obra ¿Dios es francés? en 1930 y lo invitó a París en 1941.
Trabajó con un socio alemán, Henry Muller, y almorzaba con los oficiales de la armada alemana en la cervecería Lipp.
Publicó a los autores colaboracionistas Jacques Chardonne, Pierre Drieu La Rochelle, Henry de Montherlant, Georges Blond, Fernand de Brinon, Jacques Doriot y Abel Bonnard, así como a Principios de acción, de Adolf Hitler. Sin embargo, publicó también al gaullista François Mauriac.

En 1944, fue acusado de colaboracionismo, acusación que desembocó en un no ha lugar.

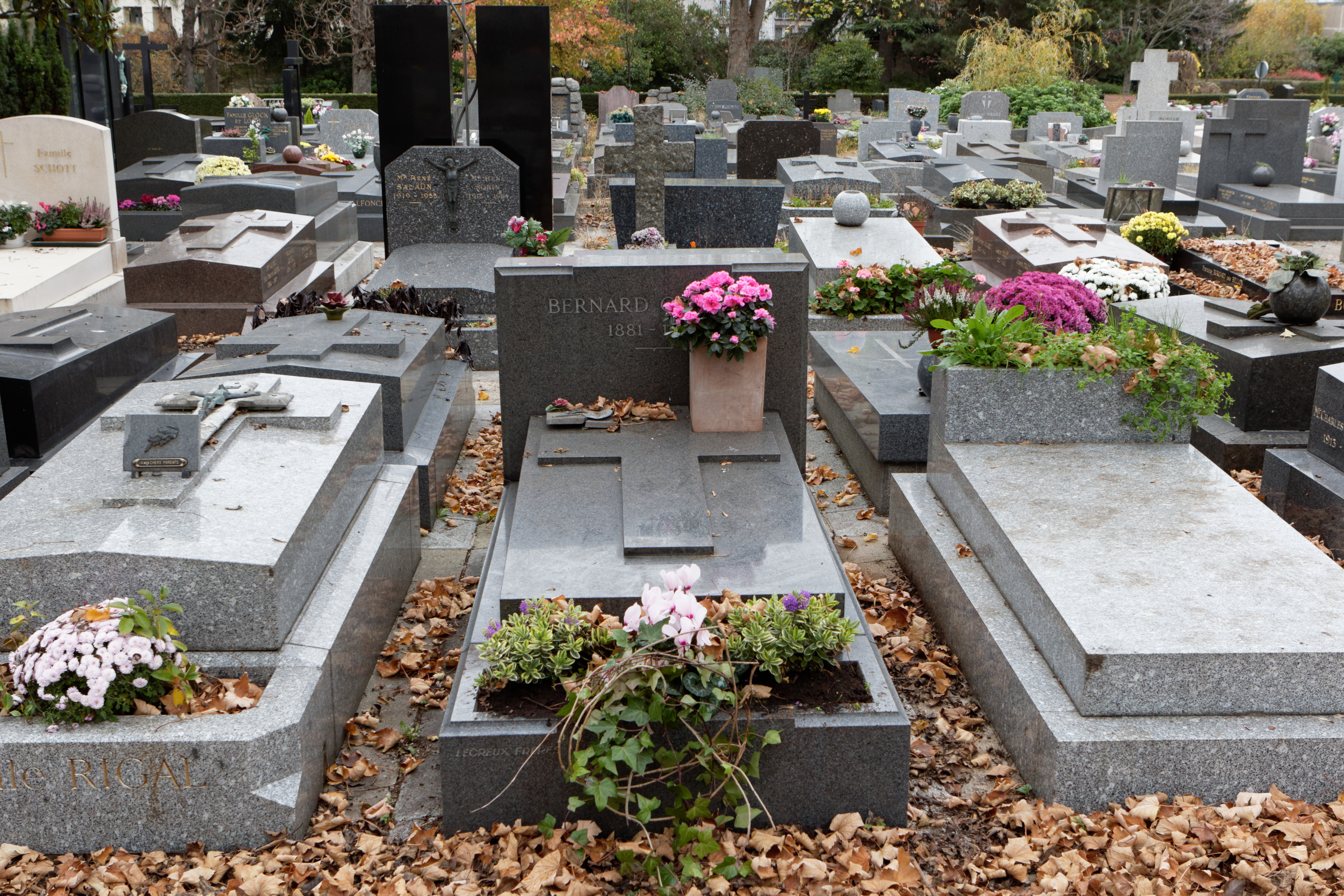
Tumba en el cementerio de Père-Lachaise.

### Segunda mitad delsigloXX
En 1950, Bernard Grasset retomó la dirección de su editorial. Descubrió, entre otros, a Hervé Bazin y Jacques Laurent.
En 1954, cedió el capital de su editorial a Hachette. Murió en París un año más tarde.